# Pseudopaludicola boliviana
Espèce
Synonymes
- Pseudopaludicola mirandae Mercadal de Barrio & Barrio, 1994

Statut de conservation UICN

 LC  : Préoccupation mineure
Pseudopaludicola boliviana est une espèce d'amphibiens de la famille des Leptodactylidae.

## Répartition
Cette espèce se rencontre jusqu'à 700 m d'altitude, :
- dans l'est de la Colombie ;
- dans le sud du Venezuela ;
- au Guyana ;
- au Suriname ;
- au Brésil ;
- dans l'est de la Bolivie ;
- au Paraguay ;
- dans le nord de l'Argentine.

## Publication originale
- Parker, 1927 : A revision of the frogs of the genera Pseudopaludicola, Physalaemus, and Pleurodema. Annals and Magazine of Natural History, sér. 9, vol. 20, p. 450-478.